# パランティア・テクノロジーズ
パランティア・テクノロジーズ社（英語: Palantir Technologies Inc.）は、ビッグデータ分析のためのソフトウェアプラットフォームを専門とするアメリカ合衆国の公開会社である。

## 解説
コロラド州デンバーに本社を置く同社は、2003年にピーター・ティール、ネイサン・ゲティングス、ジョー・ロンズデール、スティーブン・コーエン、アレックス・カープによって設立された。
同社の名前は、『指輪物語』に登場する魔法の水晶玉である「パランティア（palantíri）」に由来する。パランティアは、架空の言語エルフ語クウェンヤにおいて「遠くから見張るもの」、「見る石（seeing stone）」の意であり、破壊不可能な水晶玉で、通信や世界の他の地域で起こっている出来事を見るために使用される。
同社は、Palantir Gotham、Palantir Apollo、Palantir Foundryの3つの主要製品を有する。Palantir Gothamは、軍隊やテロ対策アナリストが使用するインテリジェンスおよび防衛ツールである。その顧客には、米国インテリジェンス・コミュニティ（USIC）と米国国防総省が含まれる。同社のサービスとしてのソフトウェア（SaaS）は、米国国防総省によって「国家安全保障にとって極めて重要なシステム（Mission Critical National Security Systems）（IL5）」に承認された5つの製品のうちの1つである。Palantir Foundryは、モルガン・スタンレー、Merck KGaA、エアバス、Wejo、Lilium、PG&E、フィアット・クライスラー・オートモービルズなどの企業クライアントによって、データの統合と分析に使用されている。Palantir Apolloは、すべての環境で継続的インテグレーション/継続的デリバリー（CI/CD）を促進するためのプラットフォームである。
パランティアの当初の顧客は、USICの連邦機関であった。その後、顧客基盤を拡大し、国際的な政府機関だけでなく、州および地方政府、そして民間企業にもサービスを提供している。

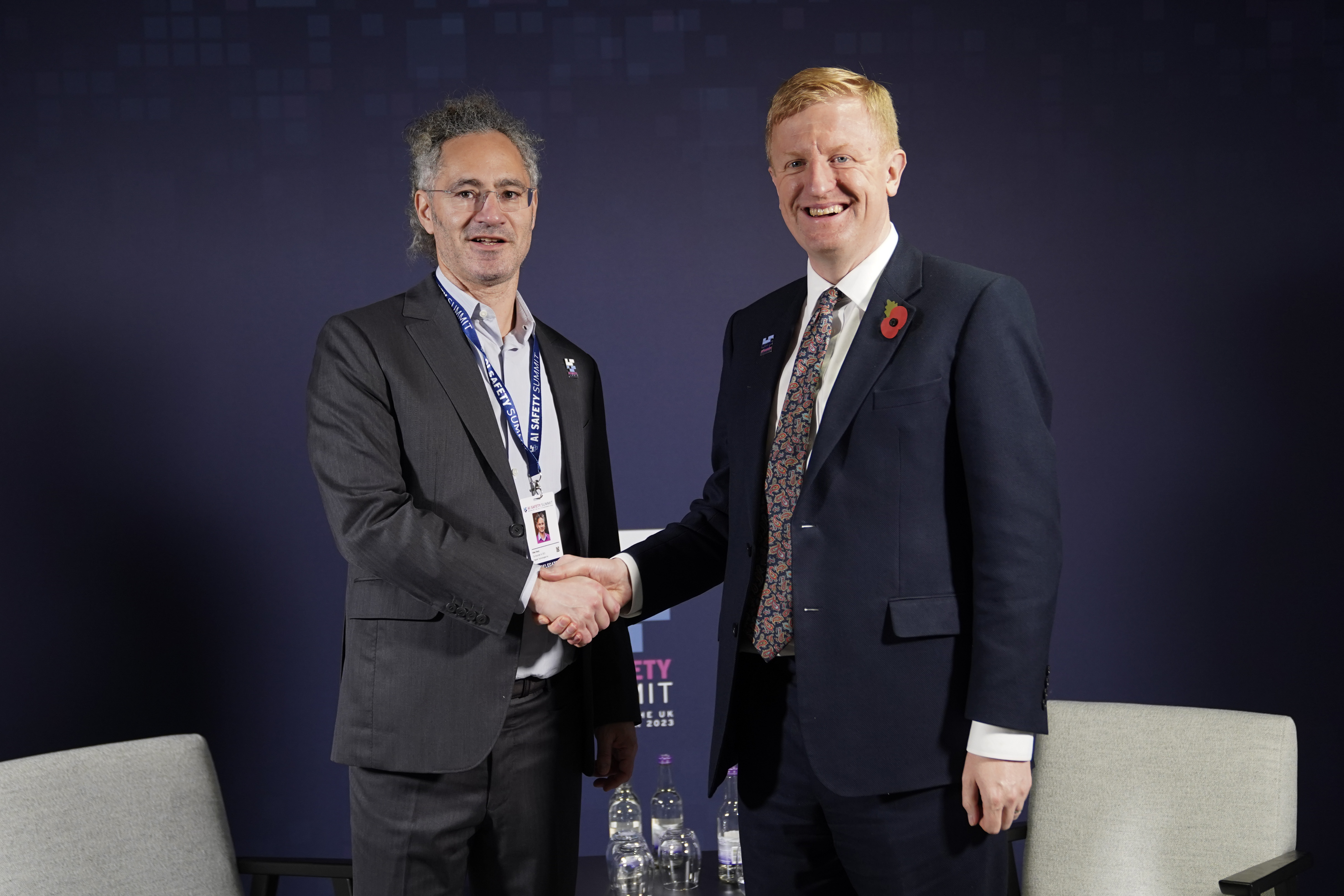
2023年11月1日。英国ブレッチリー・パーク。AIセーフティ・サミットにて、オリバー・ダウデン副首相（右）と二国間会談を行っている際のアレックス・カープCEO（左）

## 歴史

### 2003年–2008年：創業と初期の頃
一般的には2004年創業とされているが、米国証券取引委員会への提出書類によると、パランティアは2003年5月にピーター・ティール（PayPalの共同創業者）によって正式に設立された。『指輪物語』に登場する「見る石（seeing stone）」にちなんで、このスタートアップに名前を付けた。ティールは、パランティアを「ミッション志向の企業（mission-oriented company）」と見なし、PayPalの不正認識システムと同様のソフトウェアを適用することで、「市民の自由を守りながらテロを減らす」ことができると考えていた。
2004年、ティールはPayPalのエンジニアであるネイサン・ゲティングスとスタンフォード大学の学生であるジョー・ロンズデール、スティーブン・コーエンによるプロトタイプの作成に資金を提供した。同年、ティールはスタンフォード・ロー・スクールの元同僚であるアレックス・カープを最高経営責任者（CEO）として雇い入れた。
カリフォルニア州パロアルトに本社を置く同社は、当初、投資家を見つけるのに苦労した。カープによると、セコイア・キャピタルの会長であるマイケル・モリッツは会議中ずっと落書きをし、クライナー・パーキンスの幹部は創業メンバーに対し、会社の必然的な失敗について説教した。初期の投資は、米国中央情報局（CIA）のベンチャーキャピタル部門であるIn-Q-Telからの200万ドルと、ティール自身と彼のベンチャーキャピタル会社であるファウンダーズ・ファンドからの3,000万ドルのみであった。
パランティアは、In-Q-Telが促進するパイロットプロジェクト（ここでパイロットは試験的/先行的を意味する）を通じて、3年以上にわたり、情報機関のコンピューター科学者やアナリストによってその技術を開発した。同社は、人工知能を使用するコンピューターだけでは、適応力のある敵を倒すことはできないと述べた。その代わりに、パランティアは、人間のアナリストが多くのソースからのデータを探索することを提案した。。

### 2009年：GhostNetとShadow Network
2009年と2010年にそれぞれ、Information Warfare Monitorはパランティアのソフトウェアを使用して、中国を拠点とするサイバー脅威GhostNetとShadow Networkの存在を明らかにした。GhostNetは、ダライ・ラマのオフィス、NATOのコンピューター、および様々な大使館を含む、103カ国の1,295台のコンピューターを標的とした、中国を拠点とするサイバースパイネットワークであった。Shadow Networkもまた、中国を拠点とするスパイ活動であり、インドの安全保障および防衛機構にハッキングを行った。サイバースパイは、インドの安全保障とアフガニスタンにおけるNATO軍の活動に関する文書を盗んだ。

### 2010年–2012年：拡大
2010年4月、パランティアはトムソン・ロイターとの提携を発表し、Palantir Metropolis製品を「QA Studio」（定量分析ツール）として販売することを発表した[22]。2010年6月18日、ジョー・バイデン副大統領と行政管理予算局長のピーター・オルザグは、ホワイトハウスで記者会見を行い、景気回復説明責任透明性委員会（RATB）による景気刺激策における不正との闘いの成功を発表した。バイデンは、連邦政府によって導入されたソフトウェアであるパランティアのおかげで成功したと述べた。彼は、米国におけるメディケアとメディケイド制度から始めて、他の政府機関にもこの機能が導入されることを発表した。
2011年の収益は2億5000万ドルと推定された。

### 2013年–2019年：追加資金調達
TechCrunchにリークされた文書によると、2013年時点でのパランティアの顧客には、CIA、DHS、NSA、FBI、CDC、海兵隊、空軍、特殊作戦軍、陸軍士官学校、Joint Improvised-Threat Defeat Organizationとその同盟国、景気回復説明責任透明性委員会、全米行方不明・被搾取児童センターなど、少なくとも12の米国政府機関が含まれていた。しかし、当時、米国陸軍は独自のデータ分析ツールを使い続けていた。また、TechCrunchによると、CIAやFBIなどの米国のスパイ機関は、以前はデータベースが「サイロ化（情報共有が円滑に行われない状態）」されていたため、パランティアのソフトウェアと初めて連携した。ダイナミックオントロジー技術が使用された。
2013年9月、パランティアは米国証券取引委員会への提出書類によると、1億9600万ドル以上の資金調達を開示した。同社は2014年に約10億ドルの契約を締結する可能性が高いと推定された。アレックス・カープCEOは2013年、新規株式公開（以下IPO）は追求しないと発表した。その理由を、株式を公開すると「私たちのような会社を経営することが非常に困難になる」とした。2013年12月、同社は資金調達ラウンドを開始し、個人投資家から約4億5000万ドルを調達した。フォーブス誌によると、これにより同社の評価額は90億ドルに上昇し、同誌はさらに、この評価額によりパランティアは「シリコンバレーで最も価値のある非公開テクノロジー企業の1つ」になったと説明している。
2014年12月、フォーブス誌は、パランティアが前月に証券取引委員会に書類を提出した後、追加の資金調達ラウンドで4億ドルを調達しようとしていると報じた。この報道は、VC Expertsの調査に基づいていた。もし完了すれば、パランティアの資金調達は合計12億ドルに達する可能性があるとフォーブス誌は述べた。2014年12月時点で、同社は、ケン・ランゴンとスタンリー・ドラッケンミラー、CIAのIn-Q-Tel、タイガー・グローバル・マネジメント、そしてパランティアの会長であるピーター・ティールが運営するベンチャー企業であるファウンダーズ・ファンドなど、多様な個人投資家を有していた。2014年12月時点で、ティールはパランティアの筆頭株主であった。
同社の評価額は、2014年11月時点で150億ドルであった。2015年6月、BuzzFeedは、同社が200億ドルの評価額で最大5億ドルの新規資本を調達していると報じた。2015年12月までに、同社はさらに8億8000万ドルを調達したが、評価額は依然として200億ドルであった。2016年2月、パランティアは、一般公開されているウェブサイトから情報を簡単に収集できるようにするスタートアップ企業であるKimono Labsを買収した。
2016年8月、パランティアはデータ可視化スタートアップのSilkを買収した。
2019年11月、パランティアはSOMPOホールディングスと共同で日本法人として、Palantir Technologies Japan株式会社を立ち上げた（詳細は後述）。

### 2020年-2030年
パランティアは、Palantir Foundryからのソフトウェアの提供を通じて、COVID-19対策を支援するために国民保健サービス（NHS）と協力し始めた4つの大手テクノロジー企業の1つである。2020年4月までに、いくつかの国がパランティアの技術を使用して、感染を追跡し、封じ込めていた。パランティアはまた、米国で使用されるワクチン割り当てのためのソフトウェアであるTiberiusを開発した。2020年8月、パランティア・テクノロジーズは本社をコロラド州デンバーに移転した。
2020年12月、パランティアは米国食品医薬品局から4,440万ドルの契約を獲得し、株価は約21％上昇した。
2024年９月6日、パランティアはS&P500種に組み入れられることがＳ＆Ｐダウ・ジョーンズ・インデックス社から発表された。 このS&P500種の変更は2024年９月23日の取引開始前に実施される。

### 評価額
同社の評価額は、2014年初頭には90億ドルで、フォーブス誌は、この評価額によりパランティアは「シリコンバレーで最も価値のある非公開テクノロジー企業の1つ」になったと述べている。2014年12月時点で、ティールはパランティアの筆頭株主であった。2015年1月、2014年11月に5,000万ドルの非公開資金調達ラウンドの後、同社の評価額は150億ドルになった。この評価額は、2015年末に8億8,000万ドルの資金調達ラウンドを完了した際に、200億ドルに上昇した。2018年、モルガン・スタンレーは同社の評価額を60億ドルとした。
先述の通り、パランティアのCEOであるカープは、2013年に、同社はIPOを追求しないと発表し、理由は、株式を公開すると「私たちのような会社を経営することが非常に困難になる」からだと述べていた。しかし、2018年10月18日、ウォール・ストリート・ジャーナルは、パランティアが410億ドルの評価額を受けたことを受け、2019年前半にIPOを検討していると報じた。そして2020年7月には、同社がIPOを申請したことが明らかになった。
最終的に、同社は2020年9月30日に、ティッカーシンボル「PLTR」の名で、直接株式公開によりニューヨーク証券取引所に上場した。

### 投資
投資銀行RBCキャピタル･マーケッツによると、同社は20社近くの特別買収目的会社（SPAC）のターゲットに4億ドル以上を投資しているとともに、同時にこれらの企業を顧客としても獲得している。

## パートナーシップと契約

### IBM
2021年2月8日、パランティアとIBMは、IBMのハイブリッド・クラウド・データ・プラットフォームとパランティアのアプリケーション構築用オペレーション・プラットフォームを併用する新たなパートナーシップを発表した。この製品「Palantir for IBM Cloud Pak for Data」は、IBM Watsonを使ったAI統合アプリケーションの構築と展開のプロセスを簡素化することが期待されている。同製品は、企業やユーザーが強力な技術的背景を必要とすることなく、大規模なデータセットを解釈し、利用できるよう支援する。Palantir for IBM Cloud Pak for Dataは、2021年3月に一般利用が可能になる。

### Amazon (AWS)
2021年3月5日、パランティアはAWSとの提携を発表した。この提携により、パランティアのERP Suiteは、AWS上で動作するように最適化された。ERP SuiteはBP社によって使用された。

### Microsoft
2024年8月8日、パランティアとMicrosoftは、パランティアがMicrosoftのAzureガバメントクラウド上に一連の製品を展開するパートナーシップを発表した。

### Babylon Health
2021年6月、パランティアはBabylon Healthに資本参加した。アリ・パルサはフィナンシャル・タイムズ紙に、「パランティアが所有する技術のいくつかを生物学とヘルスケアの領域に持ち込んだ者は未だかつて誰もいない」と語った。

### Google
2022年6月、PalantirはGoogle Cloudと提携したことを共同発表した。BigtableやSpanner、Storage等といった大規模データベースと接続し、ベクトル検索やLLM及び機械学習との連携が強化される。サイバーセキュリティーや電力需要売上予測、資金洗浄検知、医療行為、通信網などのプロダクト領域が高度化される。GCPを導入している通信事業者の場合、FoundryはGoogle Marketplaceから直接利用できる。

## 日本法人

### パランティア・ジャパンの設立
2019年11月、パランティアは、日本市場への進出を強化するため、SOMPOホールディングスとの共同でPalantir Technologies Japan株式会社（以下、パランティア・ジャパン）を設立した。この戦略的パートナーシップに基づき、SOMPOホールディングスはPalantirのソフトウェアFoundryの技術を活用した「安心・安全・健康のリアルデータプラットフォーム」立ち上げに合意し、Palantirに対して500百万米ドル（日本円約540億円）の出資を行った。
2023年2月2日には、パランティアとパランティア・ジャパンは、SOMPOホールディングスおよび損保ジャパンを含むグループ会社との業務を、5年間で5000万ドル相当拡大することで合意したと発表した。この契約拡張により、損保ジャパンの1万人以上の営業担当者におけるワークフロー展開、RDPのさらなる展開、SOMPOホールディングスにおけるその他多くの重要な成長機会が実現する見込みである。具体的には、損保ジャパンでは、数千人のユーザーがPalantir Foundryをプロジェクトの基盤として使用し、DXを推進するためにRDP内で作業している。Foundryは特に、事業保険の事業の収益性向上と災害対応支援に活用されている。また、SOMPOケアでは、約300の介護施設の数百人の介護スタッフがFoundryを使用して、数百の被介護者パラメーターを柔軟な被介護者固有の長期介護プランに結び付けている。さらに、SOMPOは最近、確実な政府報告を可能にするためにFoundryの使用を開始した。またヤマトホールディングスとの提携も発表し、物流配送網の最適化で協業するとしている。

### 富士通とのパートナーシップ
2020年11月25日、パランティア・ジャパンは、SOMPOホールディングスとの協業に加え、富士通株式会社（以下、富士通）とも戦略的協業の締結を発表した。この協業により、富士通はパランティア・ジャパンの日本における唯一のFlagship Technology Partnerとなり、Palantirの先進的なソフトウェアプラットフォームを活用したソリューション提供を通じてデジタルトランスフォーメーションを推進する。富士通は、パートナーシップへのコミットメント強化と、ビッグデータ分析市場におけるプレゼンス向上を目的として、Palantir Technologies Inc.に5,000万ドル（日本円約53億円）の出資も行った。
2023年12月5日、富士通とパランティア・ジャパンは、Palantir Technologiesを含めた戦略的なグローバルパートナーシップの発展に向けた契約を締結した。このパートナーシップ強化により、富士通はPalantirのStrategic Alliance Partnerとなり、日本市場に加え北米、欧州、APACへ事業領域を拡大する。
富士通は、Palantirの「Palantir Foundry」を「Fujitsu Uvance」のデータ基盤として組み込んだサービスを開発し、Palantir AIPを始めとする先進的なデータ統合・活用技術を融合させて提供する。

### 神奈川県における新型コロナウイルス感染症対策への活用
2021年11月、パランティア・ジャパンは、神奈川県においてPalantir Foundryが採用されたことを発表した。神奈川県では、新型コロナウイルス感染症対策に必要な各種データの統合・分析をFoundryを用いて行い、政策判断や業務での活用を促進している。
具体的には、県と神奈川県立保健福祉大学ヘルスイノベーションスクールの共同プロジェクト「新型コロナ感染者情報分析 EBPM プロジェクト」において、感染症数理モデルをベースとした神奈川県独自の予測モデルの開発や、それに基づく新型コロナウイルス感染症対策オペレーションに活用されている。

### 能登地震災害対応への活用
2024年1月1日に石川県を中心として発生した能登半島地震において、デジタル庁の呼びかけにより政府省庁と民間企業代表らが参加し発足した「防災DX官民共創協議会」と連動した防災DX施策の実践的一環として、被災者データベース構築の支援にパランティアジャパンとNTT東日本が協力した。具体的には、県や市町保有の各種名簿、Suica実績で把握した情報、被災者アセスメント情報等を照らし合わせ統合整理し、避難者情報把握のIT化に貢献した。

## 製品

### Palantir Gotham
Palantir Gothamは、パランティアの防衛および情報機関向け製品である。これは、米国インテリジェンス・コミュニティ（USIC）におけるパランティアの長年の取り組みの進化形であり、情報機関や防衛機関によって使用されている。Palantir Gothamは、予測的ポリシングシステムとしても使用されており、AI分析における人種差別をめぐる論争を引き起こしている。
米国防総省が構築を進めている「統合全領域指揮統制(JADC2)」と呼ばれるAIを使用した軍事システムにおいてもPalantir GothamがMicrosoft Azure等と組み合わせて使用される予定である。同じく軍事スタートアップのAnduril社ともデータ統合システムで協力する。
2022年12月21日、イギリス国防省はPalantirのソフトをイギリス軍に導入する契約を発表した。
2022年11月、Palantirはロッキード・マーティンと協業することを発表した。米海軍のシステム刷新に協力する。
日本の防衛省では、Palantir Gothamを災害情報の統合分析という名目で導入できないか検討を進めている。

### Palantir Foundry
Palantir Foundryは、商業および行政部門での使用のために提供されているソフトウェアプラットフォームである。これは、全米の電子健康記録を安全に集約したNational Covid Cohort Collaborative内で使用され、数百の科学論文を生み出し、NIH/FASEB Dataworks! Grand Prizeを受賞したことで、医療分野での利用が拡大した。Foundryはまた、英国におけるCOVID-19パンデミックへの対応において、ワクチン接種プログラムの運用を分析するために、NHSイングランドセンターによって利用された。2021年6月、倫理的な科学技術利用を推進する非営利団体Foxgloveによって、パランティアを英国のNHSから排除するという反対キャンペーンが開始された。同団体は理由を、「パランティアの経歴は一般的に、人々が癒されるのではなく、傷つけられる契約にある」ためであるとした。キャンペーンを支援するクライブ・ルイス議員は、パランティアは「恐ろしい実績」を持っていると述べた。
2022年の時点で、Foundryはまた、英国のHomes for Ukraineプログラムの管理にも使用されていた。これは、地方自治体で働くケースワーカーに、住宅・コミュニティ・地方自治省が保有するデータへのアクセスを提供するためのものであり、その一部は英国内務省によって提供されている。
2023年11月、NHSイングランドは、パランティアに、単一のシステムを通じて異なるシステムからのデータにアクセスするための統合データプラットフォームの7年間の契約を授与した。これは3億3000万ポンドの価値があり、英国医師会、英国医師協会、サイバーセキュリティの専門家から批判されている。

### Palantir Apollo
Palantir Apolloは、Palantir GothamとFoundryを管理および展開する継続的デリバリーシステムである。Apolloは、顧客がインフラストラクチャの一部として複数のパブリックおよびプライベートクラウドプラットフォームを使用する必要性から生まれた。Apolloは、マイクロサービスアーキテクチャを使用して、FoundryおよびGothamプラットフォームの構成とソフトウェアの更新を調整する。この製品により、パランティアのビジネスモデルは、コンサルティング会社のように顧客向けに特注のシステムを開発することから、サービスとしてのソフトウェアを提供することに移行している。

### Palantir Metropolis
Palantir Metropolis（旧称Palantir Finance）は、データ統合、情報管理、および定量分析のためのソフトウェアであった。このソフトウェアは、商業用、独自、および公開のデータセットに接続し、予測分析を含む傾向、関係、および異常を発見する。2009年の間にパランティアの120人の「前方展開エンジニア」の支援を受けて、JPモルガンのPeter Cavicchia IIIは、Metropolisを使用して従業員のコミュニケーションを監視し、従業員が不満を抱いている兆候を示した場合に内部脅威チームに警告した。内部脅威チームは、従業員をさらに詳しく調査し、銀行の警備員と営業時間後に物理的な監視を行う場合もあった。Metropolisチームは、JPモルガンが所有するスマートフォンからの電子メール、ダウンロードアクティビティ、ブラウザ履歴、GPS位置情報、およびデジタル録音された電話会話の記録を使用して、特定のキーワード、フレーズ、行動パターンについてこの情報を検索、集約、分類、分析した。2013年、Cavicchiaは、この情報をFirst DataのCEOに就任したFrank Bisignanoと共有した可能性がある。Palantir Metropolisは、Palantir Foundryに引き継がれた。

### その他
同社は、一部または全体を設計するなど、多くのビジネスおよび消費者向け製品に関与してきた。例えば、2014年には、ウォール・ストリート・ジャーナルによると、「加盟店のクレジットヒストリーから顧客の支出と人口統計情報を抽出する」Insighticsを発表した。これは、クレジットカード処理会社First Dataと共同で作成された。
2023年4月、同社は、大規模言語モデルをプライベート運用ネットワークに統合する人工知能プラットフォーム（Palantir AIP）を発表した。同社は、軍事オペレーターがAIチャットボットを介して作戦を展開し、応答を受け取ることができる戦争におけるその使用を実証した。生成AIの潜在的なリスクを挙げ、カープCEOは、この製品はAIが独立して標的作戦を実行することを許可せず、人間の監督を必要とすると述べた。

## 筆頭株主

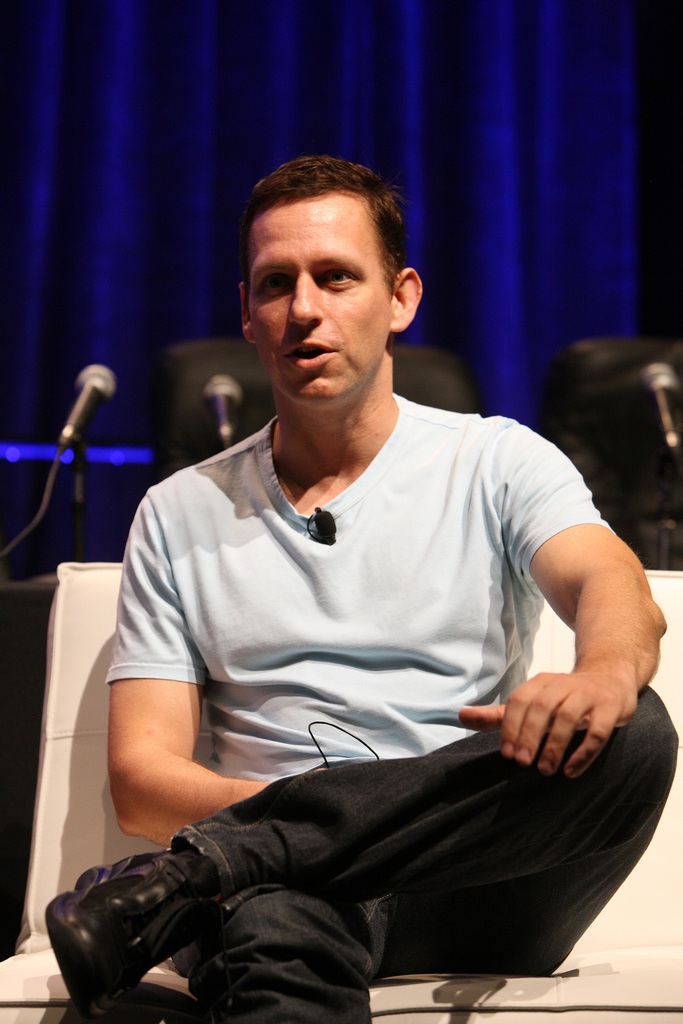
2014年末時点で、創業者兼会長のピーター・ティールはパランティアの筆頭株主であった。

2024年初頭におけるパランティアの筆頭株主は以下の通りであった。
| 株主名                             | 割合  |
| ---------------------------------- | ----- |
| バンガード・グループ               | 9.4%  |
| ピーター・ティール                 | 7.2%  |
| ブラックロック                     | 4.7%  |
| SOMPOホールディングス              | 3.9%  |
| アレックス・カープ                 | 2.5%  |
| ルネサンス・テクノロジーズ         | 2.1%  |
| ステート・ストリート               | 1.9%  |
| ジオード・キャピタル・マネジメント | 1.4%  |
| ジェーン・ストリート・キャピタル   | 1.1%  |
| イートン・バンス                   | 1.1%  |
| D. E. ショー                       | 1.0%  |
| その他                             | 66.2% |